# 诗巫县

诗巫县

诗巫县（英語：Sibu District）是砂拉越诗巫省下辖的一个县，总面积有2,229.8平方公里，人口约有24.7万（2010数据），华人占多数。